# HV Veerhuys
La HV Veerhuys è una squadra olandese di calcio a 5 con sede a Hoorn.

## Storia
Fondata nel 1978 come 't Hoornsche Veerhuys, la società vanta un passato glorioso: è stata infatti campione nazionale nel 1993 e 1996, vincendo anche le rispettive Coppe del Benelux e Supercoppe dei Paesi Bassi. Nel 1997 partecipa anche alla European Champions Tournament dove però non accede alle semifinali. Dopo alcune stagioni ad alto livello dove arriva anche il terzo campionato nel 2000 come HV/SCN, la squadra ha un calo di prestazioni che la relegano alla seconda divisione, riconquistata al termine della stagione 2007-08. La sua seconda squadra gioca in seconda divisione olandese, la Eredivisie.

## Palmarès
- 3 Campionati olandesi: 1993, 1996, 2000
- 3 Coppe del Benelux: 1994, 1997, 2001
- 3 Supercoppe d'Olanda: 1994, 1997